# Сыроежка ломкая
Сырое́жка ло́мкая (лат. Rússula frágilis) — вид грибов, включённый в род Сыроежка (Russula) семейства Сыроежковые (Russulaceae).

## Описание
Шляпка достигает 2—6,5 см в диаметре, сначала выпуклая, затем уплощённая и слабо вдавленная, сначала твердоватая, затем очень ломкая. Окраска очень разнообразная: обычно бледно-фиолетовая, или же красно-фиолетовая, фиолетово-сиреневая, оливково-зеленоватая, серая или вовсе лимонно-жёлтая или белая. Кожица более или менее хорошо снимается, слизистая, в центре иногда бархатистая или даже мелкочешуйчатая.
Пластинки довольно редкие, близко к ножке и в середине нередко ветвящиеся, почти свободные, обычно с зубчатым краем, кремовые, иногда желтоватые.
Ножка цилиндрическая или булавовидная, сначала довольно крепкая, затем — очень хрупкая, белая, затем желтоватая.
Мякоть ломкая, белая или желтоватая, со сладковатым запахом и сильным горьким вкусом.
Споровый порошок беловатого цвета. Споры 6,5—10×5,5—8 мкм, почти шаровидные, бородавчатые, с хорошо развитой сеточкой. Пилеоцистиды булавовидные или цилиндрические.
Считается несъедобным из-за горького вкуса грибом. В сыром виде может вызвать лёгкое желудочно-кишечное отравление.

## Сходные виды
- Russula betularum отличается розоватой шляпкой, белым споровым порошком и более крупными спорами.
- Russula gracillima отличается беловатыми пластинками с незубчатым краем.

## Экология
Вид широко распространён по всей Европе, встречается как в хвойных, так и в лиственных лесах.

## Таксономия

### Синонимы
- Agaricus fallax Schaeff., 1774
- Agaricus fragilis Pers., 1801, nom. illeg.
- Agaricus linnaei var. fragilis (Pers.) Fr., 1815
- Russula autumnalis f. fumosa (Gillet) Reumaux, 1996
- Russula bataillei Bidaud & Reumaux, 1996
- Russula emetica f. knauthii Singer, 1926
- Russula emetica subsp. fragilis (Pers.) Singer, 1932
- Russula emetica var. fragilis (Pers.) Quél., 1888
- Russula fallax (Schaeff.) Fr., 1874
- Russula fragilis f. violascens (Secr. ex Gillet) Sacc., 1887
- Russula fragilis var. fallax (Schaeff.) Massee, 1893
- Russula fragilis var. nivea (Pers.) Gillet, 1876
- Russula fragilis var. violascens Secr. ex Gillet, 1876
- Russula knauthii (Singer) Hora, 1960
- Russula nivea Pers., 1801